# Brankovics Mária bosnyák királyné
Brankovics Mária (Szendrő, 1447 – Magyar Királyság, 1498/9), születési neve: Brankovics Ilona, bosnyák nyelven és horvátul: Marija/Mara/Jelena;Branković posljednja bosanska kraljica, szerbül: Марија/Јелена Бранковић, latinul: Maria/Helena Serbica Regina Bosnensis, szerb deszpina, Bosznia utolsó királynéja. II. Manuél bizánci császár dédunokája, II. (Brankovics) Lázár szerb despota lánya, I. Sarolta ciprusi királynő másodfokú unokatestvére, IV. Iván orosz cár nagynénje és V. István magyar király 7. (generációs) leszármazottja. A Brankovics-ház tagja. Húga, Brankovics Irén, Kasztrióta György (Szkander bég) albán fejedelem menye volt.

## Élete
II. Lázár szerb despotának és Palaiologosz Ilona bizánci császári hercegnőnek, az utolsó bizánci császár, XI. Konstantin unokahúgának volt a lánya.
1459. április 1-jén Szendrőn feleségül ment Tomašević István bosnyák trónörököshöz, és Mária kezével a férje Szerbia uralkodója lett.